# فرودگاه آبی دریاچه الک
فرودگاه آبی دریاچه الک (به انگلیسی: Elk Lake Water Aerodrome) یک فرودگاه خصوصی است که یک باند فرود آب دارد. این فرودگاه در کشور کانادا قرار دارد و در ارتفاع ۲۸۲ متری از سطح دریا واقع شده است.